# Меледія
Меледія (рум. Mălădia) — село у повіті Селаж в Румунії. Входить до складу комуни Меєріште.
Село розташоване на відстані 410 км на північний захід від Бухареста, 26 км на північний захід від Залеу, 87 км на північний захід від Клуж-Напоки.

## Населення
За даними перепису населення 2002 року у селі проживали 245 осіб.
Національний склад населення села:
| Національність | Кількість осіб | Відсоток |
| -------------- | -------------- | -------- |
| румуни         | 234            | 95,5%    |
| цигани         | 11             | 4,5%     |

Рідною мовою назвали:
| Мова      | Кількість осіб | Відсоток |
| --------- | -------------- | -------- |
| румунська | 234            | 95,5%    |
| циганська | 11             | 4,5%     |